# Maria Innocentia Hummel
Irmã Maria Innocentia Hummel, O.S.F., (21 de maio de 1909 - 6 de novembro de 1946) foi uma famosa irmã e artista franciscana alemã. Ela é conhecida por suas pinturas, que serviram de base para as estatuetas de Hummel.

## Vida anterior
Nascida em Massing na Baviera, Alemanha, como Berta Hummel, um dos seis filhos de Adolf e Victoria Hummel, vivendo acima da loja de produtos secos do seu pai. Quando criança, Berta mostrou talento criativo e desenvolveu uma reputação na aldeia como artista local. Ela era uma garota alegre e ativa, que amava o ar livre e os esportes de inverno. Seu pai incentivou seus talentos artísticos e, aos 12 anos, matriculou-a no internato das Irmãs de Loreto em Simbach am Inn, a cerca de 30 quilômetros de distância. Hummel continuou a crescer em suas habilidades e, após se formar em 1927, ela se matriculou na prestigiosa Academia de Artes Aplicadas de Munique, onde seu talento e habilidades se desenvolveram.
Hummel era uma católica devota e, em vez do alojamento estudantil padrão, ela escolheu viver em uma residência católica administrada por irmãs religiosas. Enquanto morava lá, ela fez amizade com dois membros da Congregação das Irmãs Franciscanas de Siessen (Sießen) em Bad Saulgau, que também estudavam na Academia. A congregação religiosa se concentra no ensino e dá grande ênfase ao papel da arte na educação. Depois que Berta se formou em 1931 com honras, ela escolheu seguir um chamado religioso que sentia há algum tempo e se candidatou a entrar naquela congregação, sendo admitida em abril de 1931 como postulante. Berta fez uma última visita à casa de sua família no final de maio, passando duas semanas com eles. No dia 22 de agosto foi admitida como noviça e recebeu o hábito religioso da congregação e o nome de religiosa de Irmã Maria Innocentia.

## A vida no convento e como artista
Depois de completar seu ano de noviciado, Hummel foi designada para ensinar arte em uma escola próxima administrada pelo convento. Embora seus dias fossem ocupados ensinando, Hummel passava seu tempo livre pintando fotos de crianças. As irmãs ficaram impressionadas com sua arte e enviaram cópias para Emil Fink Verlag, uma editora em Stuttgart especializada em arte religiosa, com a qual Hummel concordou relutantemente. A empresa decidiu lançar cópias das obras em forma de cartão postal, que eram populares no início do século XX. Em 1934, publicou também uma coleção de seus desenhos, intitulada Das Hummel-Buch, com texto poético da escritora austríaca Margarete Seemann.
Logo depois, Franz Goebel, dono de uma empresa de porcelana, estava procurando uma nova linha de arte e por acaso viu alguns desses cartões-postais em uma loja em Munique. Hummel concordou, principalmente para salvar o emprego de muitos trabalhadores, e o convento concedeu-lhe o direito exclusivo de fazer estatuetas baseadas em sua arte. O interesse pelas estatuetas aumentou depois que elas foram exibidas em 1935 na Leipzig Trade Fair, uma importante feira internacional. Uma década depois, as estatuetas ganharam popularidade nos Estados Unidos quando os soldados americanos voltaram para casa.
Em 1937, dois eventos na vida de Hummel marcariam seu futuro. Em 30 de agosto fez a profissão perpétua como membro permanente da Congregação. Além disso, ela havia lançado uma pintura intitulada "The Volunteers", que atraiu o ódio duradouro de Adolf Hitler, que atacou a arte, denunciando a representação de crianças alemãs com "cabeças hidrocefálicas". Embora as autoridades nazistas tenham permitido que Hummel trabalhasse, proibiram a distribuição de sua arte na Alemanha. Uma revista nazista, o SA Man (edição de 23 de março de 1937), escreveu sobre seu trabalho:
Significativamente, Hummel também desenhou esboços que continham a Estrela de Davi, um tema perigoso naquela época. Ela retratou anjos em vestidos cobertos com estrelas de seis pontas ligeiramente tortas. Ela também projetou uma série de símbolos do Antigo e do Novo Testamento para a capela do convento em 1938-39. Ela simbolizou a junção dos dois Testamentos desenhando uma cruz com uma menorá antes dela.

## Sofrimento e morte em tempo de guerra
Em 1940, o governo nazista fechou todas as escolas religiosas, incluindo as de Siessen. Mais tarde naquele ano, ele se apoderou do próprio convento, forçando a maior parte da comunidade a sair. De uma comunidade de cerca de 250 irmãs, as 40 irmãs que puderam permanecer foram confinadas a um pequeno setor do convento, vivendo ali sem aquecimento e sem meios para se sustentar. Hummel voltou para sua família nesta época, mas dentro de três meses sentiu tanta falta da vida comunitária que pediu permissão para voltar. A superiora, Madre Augustine, O.S.F., permitiu que o fizesse.
Hummel recebeu uma pequena cela que servia como dormitório e seu estúdio. Os nazistas pegaram metade do dinheiro gerado por seu trabalho, mas os fundos restantes eram a principal fonte de renda das irmãs ali. A comida era escassa e fazia muito frio no inverno. Madre Augustine escreveu mais tarde sobre esse período: "O que sofremos foi indescritível".
Hummel foi diagnosticada com tuberculose em 1944 e foi enviada duas vezes a um sanatório em Isny im Allgäu. Ela voltou ao convento após cinco meses, pouco antes de a região ser libertada pelas Forças Francesas Livres . Ela não se recuperou e morreu em 6 de novembro de 1946, aos 37 anos. Ela foi enterrada no cemitério do convento.

## Legado
Goebel, sua equipe de artistas e um conselho de irmãs do convento levaram seu legado através das estatuetas, todas baseadas em sua obra. Goebel Germany suspendeu os números em outubro de 2008.
A irmã da Irmã Innocentia, Centa Hummel, fundou o Museu Berta Hummel na casa da família em Massing. Centa morreu em setembro de 2011, pouco antes de seu centésimo aniversário, e a gestão do museu passou para seu filho.
Uma das crianças retratadas em seu trabalho, Sieglinde Schoen, fundou o Museu Hummel em New Braunfels, Texas, nos Estados Unidos, que exibiu cerca de 280 das peças originais de Hummel. Essas peças foram armazenadas na Suíça por um colecionador particular durante a guerra. O museu foi descontinuado como local do trabalho de Hummel em 2001.

O primeiro prefeito de Rosemont, Illinois, EUA, Donald E. Stephens, reuniu uma das maiores coleções de estatuetas do mundo. Após sua morte, ele legou toda a coleção à cidade de Rosemont. Para abrigá-lo, a cidade construiu o Museu Donald E. Stephens de Hummels, inaugurado em 13 de março de 2011.